# Distretto di Kanpur Dehat
Kanpur Dehat è un distretto dell'India di 1 584 037 abitanti. Capoluogo del distretto è Akbarpur.